# Ramón Cabrero
Ramón Armando Cabrero Muñiz (Santander, Cantabria, España; 7 de noviembre de 1947-Buenos Aires, Argentina; 1 de noviembre de 2017) fue un futbolista y entrenador de fútbol hispano-argentino. Cabrero es considerado uno de los máximos ídolos de Lanús.

## Biografía
Ramón Cabrero nació en Santander, en la región de Cantabria, España, el 7 de noviembre de 1947. A la edad de cuatro años, en 1951, emigró junto a su familia a Argentina, estableciéndose en la ciudad de Lanús, en la provincia de Buenos Aires. Fue en los potreros y descampados de esta localidad donde comenzó a desarrollar su pasión por el fútbol, mostrando desde joven habilidades que lo llevarían a una carrera profesional.

## Trayectoria

### Como jugador
Cabrero debutó como futbolista profesional en 1965, a los 17 años, con el Club Atlético Lanús, equipo con el que se identificó profundamente a lo largo de su vida. Su primer partido en Primera División tuvo lugar el 12 de septiembre de ese año, en un empate 1-1 ante Gimnasia y Esgrima La Plata, donde anotó el gol de su equipo. Como mediocampista, destacó por su visión de juego y capacidad para organizar el mediocampo, jugando en Lanús hasta finales de 1968, con un total de 109 partidos y 9 goles.
En 1969, fue transferido a Newell's Old Boys, donde compartió plantel con figuras como Juan Carlos Montes y Roberto Zanabria, integrando uno de los equipos más destacados del club rosarino en esa época. Su buen desempeño llamó la atención del Atlético de Madrid, que lo fichó ese mismo año, aprovechando su ciudadanía española. En España, jugó tres temporadas con el conjunto colchonero (1971-1974), participando en competiciones como la Liga y la Copa del Generalísimo. Posteriormente, continuó su carrera en el Elche CF y el RCD Mallorca.
En 1976, Cabrero regresó a Argentina para jugar en la provincia de Mendoza, primero con San Martín y luego con Independiente Rivadavia, donde se retiró como futbolista profesional en 1982.

### Como entrenador
Tras su retiro como jugador, Cabrero inició una destacada carrera como entrenador. Su primer éxito llegó en 1986, cuando llevó al Sportivo Italiano al ascenso a la Primera División Argentina al ganar el torneo de Primera B. Posteriormente, dirigió a otros clubes del ascenso argentino, como Deportivo Maipú, Central Córdoba de Santiago del Estero, Colón de Santa Fe y Los Andes, además de desempeñarse como formador de juveniles en Racing Club y Lanús.
En 2005, asumió brevemente la dirección técnica del Dinamo Tirana en Albania, pero fue despedido tras no avanzar en la Copa Intertoto. Ese mismo año, regresó a Lanús como entrenador del primer equipo tras la salida de Néstor Gorosito. Bajo su conducción, el club granate alcanzó un hito histórico al conquistar el Torneo Apertura 2007, su primer título de Primera División, con una recordada campaña que culminó con un empate ante Boca Juniors en La Bombonera. Este logro lo convirtió en un ícono para los hinchas de Lanús.
En 2009, Cabrero asumió como entrenador del Atlético Nacional de Colombia, siendo el primer técnico argentino en dirigir al club en una década. 
Por problemas de salud, indicó que cumpliría el contrato con el club, aunque posteriormente volvería al Lanús No obstante, el 5 de abril de 2010, renunció a su cargo tras la derrota 3-0 de Atlético Nacional frente a Santa Fe en Bogotá, siendo reemplazado por José Fernando Santa.
Tras su experiencia en Colombia, Cabrero volvió a Lanús, donde ocupó el cargo de coordinador general del fútbol amateur y, más tarde, de secretario técnico. Su labor fue fundamental en el desarrollo de juveniles y en la consolidación del proyecto deportivo del club, siendo una figura de consulta para entrenadores como Guillermo Barros Schelotto y Jorge Almirón.

### Legado en Lanús
Ramón Cabrero es recordado como uno de los máximos ídolos del Club Atlético Lanús, tanto por su trayectoria como jugador como por su éxito como entrenador. Su aporte al fútbol argentino trasciende los títulos, ya que dejó una huella en la formación de jugadores y en la identidad futbolística del club granate. En su honor, el municipio de Lanús renombró la calle General Arias, donde se encuentra el estadio del club, como "Ramón Cabrero" en diciembre de 2018, estableciendo la dirección del estadio como "Ramón Cabrero 2007" en homenaje al año de su campeonato.

### Fallecimiento
En marzo de 2017, Cabrero sufrió un ACV que lo mantuvo alejado de su cargo como secretario del club Lanús. Finalmente falleció el 1 de noviembre de ese año debido a las complicaciones de su salud a raíz del derrame cerebral. Fue enterrado en el cementerio municipal de Lanús.
Como homenaje, la calle principal del Estadio Ciudad de Lanús lleva su nombre.

## Clubes

### Jugador
| Club                    | País      | Año       |
| ----------------------- | --------- | --------- |
| Lanús                   | Argentina | 1965-1968 |
| Newell's Old Boys       | Argentina | 1969      |
| Atlético de Madrid      | España    | 1970-1972 |
| Elche CF                | España    | 1972-1974 |
| RCD Mallorca            | España    | 1974-1976 |
| San Martín de Mendoza   | Argentina | 1976-1976 |
| Independiente Rivadavia | Argentina | 1977-1982 |

### Entrenador
| Club                  | País      | Año       |
| --------------------- | --------- | --------- |
| Sportivo Italiano     | Argentina | 1985-1987 |
| Lanús                 | Argentina | 1987-1988 |
| Deportivo Maipú       | Argentina | 1988-1989 |
| Central Córdoba (SdE) | Argentina | 1989-1990 |
| Colón                 | Argentina | 1990-1991 |
| Los Andes             | Argentina | 1995-1996 |
| KS Dinamo Tirana      | Albania   | 2005      |
| Lanús                 | Argentina | 2005-2008 |
| Atlético Nacional     | Colombia  | 2009-2010 |

## Palmarés

### Campeonatos nacionales
| Título           | Club              | País      | Año    |
| ---------------- | ----------------- | --------- | ------ |
| Primera B        | Sportivo Italiano | Argentina | 1986   |
| Primera División | Lanús             | Argentina | A-2007 |